# Episcopia
Episcopia är en ort och kommun i provinsen Potenza i regionen Basilicata i Italien. Kommunen hade 1 389 invånare (2017).